# Super Black Market Clash
Albums de The Clash
The Singles
(1991) From Here to Eternity: Live
(1999)
Super Black Market Clash est un album de The Clash compilant plusieurs faces B et titres inédits jamais publiés sur les autres albums, sorti en 1993. Il s'agit d'une nouvelle édition de leur album de 1980 Black Market Clash, contenant seulement 9 chansons.
L'homme présent au premier plan de la pochette est Don Letts, qui a travaillé avec le groupe sur de nombreux projets avant de former Big Audio Dynamite avec Mick Jones.

## Super Black Market Clash

### Titres
Les titres sont de Joe Strummer et Mick Jones sauf mentions contraires.
1. 1977 (de White Riot single) 1977 – 1:41
2. Listen – 2:44
3. Jail Guitar Doors (de Clash City Rockers face B, 1977) – 3:05
4. The City of the Dead – 2:24
5. The Prisoner (de (White Man) In Hammersmith Palais face B, 1978) – 3:01
6. Pressure Drop (Toots Hibbert) (de English Civil War single face B, 1978) – 3:26
7. 1-2 Crush on You (de Tommy Gun face B, 1978) – 3:00
8. Groovy Times (de The Cost of Living (EP), 1979) – 3:31
9. Gates of the West (de The Cost of Living E.P., 1979) – 3:27
10. Capital Radio Two (de The Cost of Living E.P., 1979) – 3:20
11. Time Is Tight (Booker T. Jones) – 4:06
12. Justice Tonight/Kick It Over (Willi Williams, Jackie Mittoo) – 8:54
13. Robber Dub (Strummer, Jones, Mikey Dread) – 4:42
14. The Cool Out (Jones, Strummer, Paul Simonon, Topper Headon) (de The Call Up single face B, 1980) – 3:54
15. Stop the World (Jones, Strummer, Simonon, Headon) (de The Call Up single face B, 1980) – 2:32
16. The Magnificent Dance (Jones, Strummer, Simonon, Headon) (de The Magnificent Seven single face B, 1981) – 5:38
17. Radio Clash (Jones, Strummer, Simonon, Headon) (de This Is Radio Clash single face B, 1981) – 4:10
18. First Night Back in London (Jones, Strummer, Simonon, Headon) – 3:00
19. Long Time Jerk (Jones, Strummer, Simonon, Headon) (de Rock the Casbah single face B, 1982) – 2:57
20. Cool Confusion (Jones, Strummer, Simonon, Headon) (de Should I Stay or Should I Go single face B, 1982)– 3:15
21. Mustapha Dance (Jones, Strummer, Simonon, Headon) (de Rock the Casbah single face B, 1982) – 4:26

## Black Market Clash
Albums de The Clash
London Calling
(1979) Sandinista!
(1980)
Black Market Clash sort uniquement aux États-Unis entre London Calling et Sandinista!. Cet album compile des enregistrements qui n'étaient disponibles aux États-Unis qu'importés. Il fait partie de la série de disques de divers artistes éditée par Epic dont Gary Glitter et New Musik, sous le nom de "Nu-Disk".
La face A contient The Prisoner, une reprise de Pressure Drop de Toots & the Maytals et City of the Dead, qui sont des faces B de la période 1977-1979. Pressure Drop est présenté dans une version remixée par Bill Price. 
Cheat de leur premier album avait été supprimé de la version américaine. Au moment de sa sortie, Black Market Clash est le seul enregistrement qui possède une reprise instrumentale de Time Is Tight de Booker T. & the M.G.'s. Capital Radio One est extrêmement rare au Royaume-Uni, si bien que le groupe doit réenregistrer une nouvelle version de ce titre présent au départ sur le EP The Cost of Living.
La face B contient des versions originales et dub de Bankrobber et Armagideon Time. Bankrobber enchaine directement sur Robber Dub, qui avait été destiné au départ pour accompagner la sortie en single de Bankrobber. La version dub de Armagideon Time est intitulée Justice Tonight/Kick It Over, précédemment disponible sur la face B de London Calling.
Black Market Clash est ressorti en version vinyle et cassette, avec les mêmes titres que la première édition.

### Titres
Par défaut, toutes les chansons sont des compositions de Joe Strummer et Mick Jones.

#### Face A
1. Capital Radio One – 2:09
2. The Prisoner – 3:00
3. Pressure Drop (Toots Hibbert) – 3:30
4. Cheat – 2:06
5. The City of the Dead – 2:26
6. Time Is Tight (Booker T. Jones) – 4:05

#### Face B
1. Bankrobber/Robber Dub (Strummer, Jones, Mikey Dread) – 6:16
2. Armagideon Time (Willi Williams, Jackie Mittoo) – 3:50
3. Justice Tonight/Kick It Over (Willi Williams, Jackie Mittoo) – 7:00

## Musiciens
- Joe Strummer – chant, guitare, piano, orgue
- Mick Jones – guitare, piano, harmonica, effets sonores
- Paul Simonon – basse, chœurs
- Terry Chimes – batterie sur "Capital Radio" et "Cheat"
- Topper Headon – batterie percussions sur "The Prisoner", "Pressure Drop", "The City of the Dead", "Time Is Tight", "Bankrobber"/"Robber Dub," "Armagideon Time" et "Justice Tonight"/"Kick It Over"

## Musiciens additionnels
- Mick Gallagher - ARP et piano et "Bankrobber", orgue sur "Armagideon Time"
- Gary Barnacle – saxophone sur "Time Is Tight" et "The City of the Dead"